# Хитикау
Хитикау — гора на острове Уа-Хука в архипелаге Маркизские острова, Французская Полинезия. Высота — 884 м над уровнем моря. Юго-западнее Хитикау в 25 минутах ходьбы расположена деревня Хане.

## Туризм
У подножия горы расположены мини-гостиница на несколько комнат и ресторанчик, отмечаемый путешественниками за своё меню.